# Грубан Малич
Грубан Малич (серб. Грубан Малић) — персонаж и антагонист рассказа Миодрага Булатовича «Герой на осле, или Время позора» (серб. Херој на магарцу или Време срама), ставший известным в 1995 году после того, как его записали в список сербских военных преступников Боснийской войны. Критик Васа Михайлович описывал Малича как трагикомического антигероя и комбинацию дон Кихота и солдата Швейка, но лишённую печального смирения Кихота и швейковского сарказма.
В 1995 году Небойша Еврич (серб. Небојша Јеврић), сербский репортёр, в шутку заявил американским журналистам о том, что Грубан Малич — один из самых жестоких военных преступников, обвинявшихся в массовом изнасиловании мусульманок. Со слов Еврича, все свои преступления Малич совершал в лагере Омарска. История Малича сразу вызвала большой общественный резонанс: судья Международного трибунала по бывшей Югославии Ричард Голдстоун, один из преподавателей международного уголовного права в Гарвардском университете и автор отчёта Совета ООН о преступлениях израильской армии во время операции «Литой свинец», немедленно включил Малича в число разыскиваемых сербских военных преступников. Обман раскрылся сразу, но убрать Малича из списка обвиняемых смогли только в 1998 году.
Еврич позднее опубликовал книгу о своей шутке под названием «Герой на осле едет в Гаагу». В профессионализме Голдстоуна после этого инцидента усомнился ряд известных юристов, в том числе и те, кто учился у Голдстоуна в Гарвардском университете.